# Stop (Anatomie)

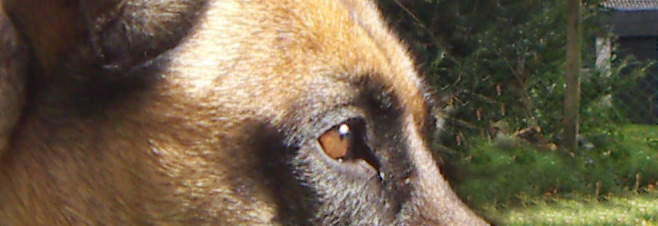
Beispiel eines Stops bei einem Haushund

Als Stop wird bei Hund und Katze der Übergang von der Nasenwurzel zur Schädelkalotte bezeichnet, etwa in Höhe der Augen. Je nach Typ und Rasse kann er unterschiedlich ausgeprägt sein, von praktisch nicht vorhanden, wie bei Bullterrier oder Siamkatze, bis stufenartig ausgeprägt wie bei Amerikanischen Cocker Spaniel oder der Perserkatze.
Beim Menschen entspricht dieser Bereich der Glabella.